# Saetia
Saetia (pronuncia se Say-cha) é uma banda de screamo da cidade de Nova York. Pouco conhecida, mas referência do gênero. A banda teve seu fim em outubro de 1999.
Seu nome vem de um erro ortográfico da faixa de Miles Davis "Saeta", do seu álbum, Sketches of Spain que foi nomeado depois do Saeta.
Uma religião tradicional da música flamenca. Isto é semelhante ao do companheiro de banda screamo Joshua Fit For Battle, cujo nome era uma corruptela da música espiritual americana tradicional "Joshua Fit the Battle of Jericho", os outros membros da Saetia mais tarde formou Off Minor, que é o título de um Thelonious Monk composição.
Saetia teve vários membros, e mudava frequentemente. O primeiro baixista da banda, Alex Madara, foi afetado por uma severa reação alérgica levando-o ao coma por 8 dias finalmente resultando em sua morte no dia 14 de dezembro de 1998.
Seu baterista, Greg Drudy, era o baterista original da banda de indie rock, Interpol, previa de sua atual popularidade. Atualmente ele dirige a gravadora Level Plano. Outros membros da banda continuaram sua carreira musical, alguns entraram em bandas de screamo como Off Minor, Hot Cross, The fiction e também uma banda de nu metal, Instruction.
No Final da Saetia, foi lançado o single, (também um título de uma composição de Thelonious Monk) foi lançado sob o rótulo de Witching Hour, em 2000. O single contém três músicas gravadas por Steve Roche e mixado por Pat Kenneally.

## Membros
- Billy Werner – vocal
- Greg Drudy – baterista
- Jamie Behar – guitarrista
- Adam Marino – guitarrista na Demo, Saetia 7", Saetia LP/CD
- Alex Madara – baixista na Demo, Saetia 7"
- Colin Bartoldus – baixista no Saetia LP/CD, guitar on Eronel 7"
- Steve Roche – baixista no Eronel 7"
- Matt Smith – baixista na performance ao vivo.